# (2563) Боярчук
(2563) Боярчук (лат. Boyarchuk) — типичный астероид главного пояса, открыт 22 марта 1977 года советским астрономом Николаем Черных в Крымской астрофизической обсерватории и 28 марта 1983 года назван в честь советского и российского астронома Александра Боярчука.

## Обнаружение и именование
(2563) Боярчук
Открыт 22 марта 1977 года в Научном Н. С. Черных.
Назван в честь Александра Алексеевича Боярчука — заместителя директора Крымской астрофизической обсерватории, хорошо известного своими исследованиями в области физики звёзд. Президент комиссии №29 МАС (Звёздные спектры) в 1973—76 годах. Боярчук был избран президентом МАС на период 1991—1994 годов.
Оригинальный текст (англ.)2563 Boyarchuk
Discovered 1977-03-22 by Chernykh, N. at Nauchnyj.
Named in honor of Aleksandr Alekseevich Boyarchuk, deputy director of the Crimean Astrophysical Observatory, well known for his research on stellar physics, president of IAU Commission 29 (Stellar Spectra) during 1973—76. Boyarchuk was elected IAU president for the period 1991-1994.
Источники: DISCOVERY.DB; M.P.C. 7785.

## Орбита

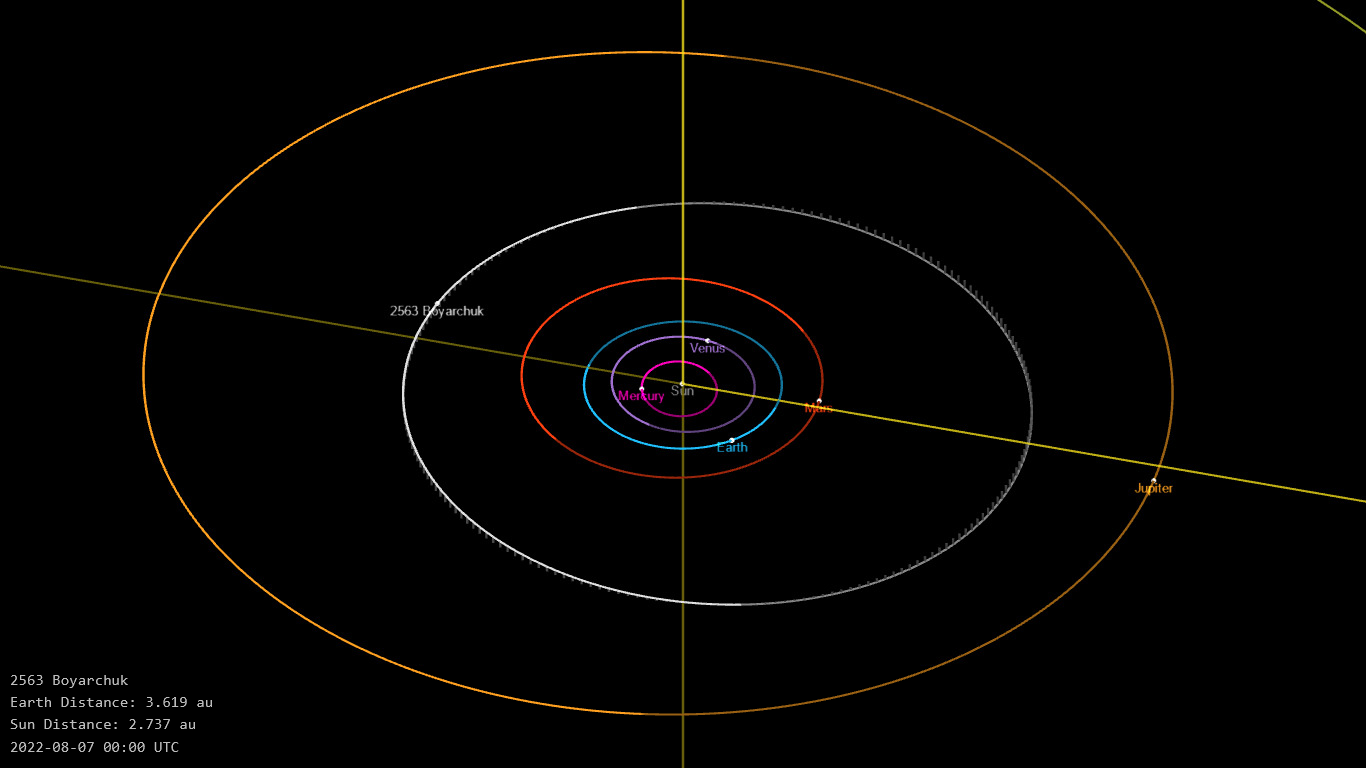
Орбита астероида Боярчук и его положение в Солнечной системе

## Физические характеристики
Астероид относится к таксономическому классу C.
По результатам наблюдений в инфракрасном диапазоне орбитальной обсерватории IRAS и спутника Akari и наблюдений в видимом и ближнем инфракрасном диапазоне космического телескопа NEOWISE диаметр астероида сначала оценивался равным 29,49±1,8 км, позже — 25,248±0,181 км, 24,33±1,06 км, 29,56±0,37 км, 30,65±7,54 км, 19,76±6,33 км, 24,478±0,051 км, 29,43±8,87 км. Согласно тем же источникам альбедо оценивается как 0,0614±0,008, 0,0838±0,0178, 0,102±0,011, 0,046±0,015, 0,04±0,05, 0,09±0,08, 0,095±0,010 и 0,040±0,030.